# Balašov
Balašov (in russo Балашов?) è una città della Russia europea centro-meridionale, situata nell'oblast' di Saratov sul fiume Chopër.
La sua fondazione risale al XVII secolo; lo status di città fu concesso nel 1780 dalla zarina Caterina II, è capoluogo del Balašovskij rajon.